# Ondřej Císař
Ondřej Císař (* 6. února 1974, Kroměříž) je český sociolog a politolog. V současné době působí na Institutu sociologických studií Fakulty sociálních věd Univerzity Karlovy, kde vede přednášky v oboru sociologie, politické sociologie a metodologie společenských věd. Je garantem postgraduálního studia. Působí také v Sociologickém ústavu Akademie věd, kde je šéfredaktorem české části Sociologického časopisu. Jeho výzkum se zaměřuje především na politickou mobilizaci, sociální hnutí a sociologickou analýzu současných demokracií.

## Život a studium
Ondřej Císař se narodil 6. února 1974 v Kroměříži, kde v roce 1992 maturoval na gymnáziu. Nejprve studoval na Katedře veřejné ekonomiky a regionálního rozvoje Ekonomické fakulty Technické univerzity v Ostravě, na které získal titul inženýra. Poté zahájil studia politologie na Masarykově univerzitě v Brně a Central European University v Budapešti. Na Masarykově univerzitě v roce 2003 obhájil svou disertační práci a dále pokračoval v akademické kariéře habilitací v oboru politologie.
V roce 2020 podepsal prezident Miloš Zeman jeho jmenování profesorem.

## Práce a výzkum
Ve svých pracích se Ondřej Císař věnuje způsobům politické mobilizace v postkomunistických zemích. Navrhl typologii občanského aktivismu a zaměřil se na dopady prohlubující se mezinárodní integrace, především na to, jak se v postkomunistických zemích projevují politicky aktivní občané. V této souvislosti zkoumá zvláštní formu politického aktivismu, která není založena na mobilizaci jednotlivců, ale na kooperaci mezi aktivistickými organizacemi, tzv. transakční aktivismus.
Jeho další analýza České republiky, Slovenska, Polska a Maďarska vysvětluje rozdílnou podobu protestů v těchto zemích. Příčinu nachází v odlišné podobě jejich stranické politiky. Na interakci politických stran a ostatních organizací se zaměřuje i jeho publikace o radikálně pravicových hnutích a stranách, kterou připravil a editoval s Manuelou Caiani.
Před prezidentskými volbami 2018 působil jako jeden z poradců neúspěšného kandidáta Michala Horáčka.
Pravidelně vystupuje v médiích a poskytuje rozhovory k otázkám demokratické politiky, politiky protestu, vztahu demokracie a kapitalismu a politiky současné klimatické změny.

## Dílo
Ondřej Císař je autorem a spoluautorem řady publikací v českém a anglickém jazyce. Veřejně publikuje od roku 1998. Publikace, na kterých se podílel v poslední době, zahrnují například:
- Social Movement Diffusion in Eastern Europe (London: Routledge, 2020)
- Radical Right Movement Parties in Europe (London: Routledge, 2019, s Manuelou Caiani)

- National Protest Agenda and the Dimensionality of Party Politics: Evidence from Four East- Central European Democracies (European Journal of Political Research, 2019, s Kateřinou Vráblíkovou)

- Social Movements after Communism (London: Routledge, 2018)

- Občanství a politická participace v České republice (Praha: Sociologické nakladatelství (SLON) / Sociologický ústav AV ČR, 2017, s Lukášem Linkem, Ivanem Petrúškem, Kateřinou Vráblíkovou)

- Czech Republic: The Rise of Populism from the Fringes to the Mainstream (London: Routledge, s Václavem Štětkou)

- Think Tanks and Policy Discourses in the Czech Republic (Bristol: The Policy Press, 2016, s Milanem Hrubešem)

- Social Movements in Political Science (Oxford: Oxford University Press, 2015)

- Promoting Competition or Cooperation? The Impact of EU Funding on Czech Advocacy Organizations (odborný časopis Democratization, 2015, s Jiřím Navrátilem)

- Transnational Activism of Social Movement Organizations: The Effect of European Union Funding on Local Groups in the Czech Republic (European Union Politics, 2013, s Kateřinou Vráblíkovou)